# سنداسکی (ایندیانا)
سنداسکی (به انگلیسی: Sandusky) یک منطقهٔ مسکونی در ایالات متحده آمریکا است که در شهرستان دکاتور، ایندیانا واقع شده است. سنداسکی ۲۸۸٫۹۵ متر بالاتر از سطح دریا واقع شده است.